# Shelton and Hardwick
Shelton and Hardwick är en civil parish i Storbritannien.   Den ligger i grevskapet Norfolk och riksdelen England, i den sydöstra delen av landet, 140 km nordost om huvudstaden London. Antalet invånare är 283. Arean är 8,9 kvadratkilometer.
Terrängen i Shelton and Hardwick är mycket platt.